# 1964年至1965年NBA賽季
1964-65赛季是NBA第19个赛季，波士顿凯尔特人4:1击败洛杉矶湖人获得总冠军。

## 值得注意的事情
- 1965年NBA全明星赛在密苏里州圣路易斯举行，东部明星队124-123击败西部明星队，辛辛那提皇家球员杰里·卢卡斯获得MVP.

## 成绩

### 东部联盟
| 球队                | 胜 | 负 | 胜率 | 落后 |
| ------------------- | -- | -- | ---- | ---- |
| 波士顿凯尔特人（1） | 62 | 18 | .775 | -    |
| 辛辛那提皇家（2）   | 48 | 32 | .600 | 14   |
| 费城76人（3）       | 40 | 40 | .500 | 22   |
| 纽约尼克斯          | 31 | 49 | .388 | 31   |

### 西部联盟
| 球队              | 胜 | 负 | 胜率 | 落后 |
| ----------------- | -- | -- | ---- | ---- |
| 洛杉矶湖人（1）   | 49 | 31 | .613 | -    |
| 圣路易斯鹰（2）   | 45 | 35 | .563 | 4    |
| 巴尔的摩子弹（3） | 37 | 43 | .463 | 12   |
| 底特律活塞        | 31 | 49 | .388 | 18   |
| 旧金山勇士        | 17 | 63 | .213 | 32   |

|  | 赛区冠军 |

|  | 进入季后赛 |

|  | 最后的总冠军 |

（1）-（4）种子排名

## 个人数据统计
| 项目       | 球员            | 球队                 | 数据  |
| 总得分     | 威尔特·张伯伦   | 旧金山勇士、费城76人 | 2,534 |
| 总篮板     | 比尔·拉塞尔     | 波士顿凯尔特人       | 1,878 |
| 总助攻     | 奥斯卡·罗伯特森 | 辛辛那提皇家         | 861   |
| 投篮命中率 | 威尔特·张伯伦   | 旧金山勇士、费城76人 | 51.0% |
| 罚篮命中率 | 拉里·科斯特洛   | 费城76人             | 87.7% |

## NBA奖项
- 最有价值球员：比尔·拉塞尔（波士顿凯尔特人）
- 最佳新秀：威利斯·里德（纽约尼克斯）
- 最佳教练：阿诺·奥尔巴赫（波士顿凯尔特人）

NBA最佳阵容一队：
- 埃尔金·贝勒（洛杉矶湖人）
- 杰里·卢卡斯（辛辛那提皇家）
- 比尔·拉塞尔（波士顿凯尔特人）
- 奥斯卡·罗伯逊（辛辛那提皇家）
- 杰里·韦斯特（洛杉矶湖人）

NBA最佳阵容二队：
- 鲍勃·佩蒂特（圣路易斯鹰）
- 盖斯·约翰逊（巴尔的摩子弹）
- 威尔特·张伯伦（费城76人）
- 萨姆·琼斯（波士顿凯尔特人）
- 哈尔·格瑞尔（费城76人）

NBA最佳新秀阵容：
- 乔·考德威尔（底特律活塞）
- 沃利·琼斯（巴尔的摩子弹）
- 吉姆·巴恩斯（纽约尼克斯）
- 卢克·杰克逊（费城76人）
- 霍华德·科密维斯（纽约尼克斯）
- 威利斯·里德（纽约尼克斯）